# Milan Indoor 1982
Il Milan Indoor 1982 è stato un torneo di tennis giocato sul sintetico indoor. È stata la 5ª edizione del Milan Indoor, che fa parte del Volvo Grand Prix 1982. Si è giocato a Milano in Italia, dal 22 al 28 marzo 1982.

## Campioni

### Singolare
Guillermo Vilas ha battuto in finale  Jimmy Connors con il punteggio di 6–3, 6–3

### Doppio
Heinz Günthardt /  Peter McNamara hanno battuto in finale  Mark Edmondson /  Sherwood Stewart con il punteggio di 7–6, 7–6